# Tall-e Morād Khānī
Tall-e Morād Khānī (persiska: تلّ مراد خانی, Tall-e Morādkhān, تلّ شهید رجائی) är en ort i Iran.   Den ligger i provinsen Lorestan, i den västra delen av landet, 400 km sydväst om huvudstaden Teheran. Tall-e Morād Khānī ligger 1 331 meter över havet och antalet invånare är 111.
Terrängen runt Tall-e Morād Khānī är kuperad. Runt Tall-e Morād Khānī är det ganska tätbefolkat, med 72 invånare per kvadratkilometer. Närmaste större samhälle är Vasīān, 15,3 km nordväst om Tall-e Morād Khānī. Omgivningarna runt Tall-e Morād Khānī är i huvudsak ett öppet busklandskap.